# Slicker Than Your Average
Slicker Than Your Average es el segundo disco del cantante inglés, Craig David.

## El disco
Slicker Than Your Average es el predecesor del exitoso "Born To Do It", del cual fue todo un éxito. Producido por Mark Hill, D. Hill y J. Seals, y distribuido por Telstar Records UK, antes de que esta quebrase por un intento de retomar la carrera musical de Victoria Beckham. Tuvo un moderado éxito internacional, vendiendo menos de 4,000,000 de copias en todo el mundo; poco más de 500,000 en UK. Del disco se lanzaron los sencillos "What's Your Flava", "Hidden Agenda", "Rise & Fall" cantado con Sting, "Spanish", "World Filled With Love" y "You Don't Miss Your Water", obteniendo los tres primeros un éxito internacional moderado, y de los demás sólo publicados en UK e Irlanda, excepto "You Don't Miss Your Water", que fue publicado en Australia y no en Irlanda, dónde llegó al #180 en Australia, y #42 en UK, siendo un superfracaso.

## Ediciones del álbum

### Edición única
1. Slicker Than Your Average
2. What's Your Flava?
3. Fast Cars
4. Hidden Agenda
5. Eenie Meenie
6. You Don't Miss Your Water ['Til The Well Runs Dry]
7. Rise And Fall [con Sting]
8. Personal
9. Hands Up In The Air
10. 2 Steps Back
11. Spanish
12. What's Changed
13. World Filled With Love

## Trayectoria del disco
| Posición | 4 | 10 | 15 | 19 | 21 | 26 | 29 | 38 | 40 | 49 | 57 | 64 | 78 | 80 | 91 | 99 | 110 | 129 | 142 | 224 |

| Posición | 15 | 10 | 18 | 23 | 28 | 40 | 47 | 68 | 79 | 110 | 90 | 123 | 156 | 217 | Out | Out |

| Posición | 9 | 14 | 24 | 37 | 40 | 59 | 76 | 89 | 106 | 123 | 187 | Out |

| Posición | 12 | 8 | 10 | 17 | 26 | 34 | 40 | 68 | 94 | 108 | 153 | 199 | 215 | Out |

| Posición | 2 | 3 | 6 | 10 | 14 | 20 | 23 | 35 | 40 | 47 | 59 | 68 | 85 | 99 | 109 | 125 | 168 | 215 | Out | Out |

| Posición | 6 | 7 | 15 | 24 | 36 | 40 | 37 | 35 | 42 | 47 | 60 | 74 | 89 | 108 | 124 | 155 | 236 | Out | Out | Out |

| Posición | 40 | 32 | 54 | 69 | 84 | 108 | 186 | 201 | 286 | 320 | Out | Out |

- Datos: Q666162